# Caín Velásquez
Caín Ramírez Velásquez (Salinas, California, 28 de julio de 1982) es un artista marcial mixto y exluchador profesional mexicano-estadounidense. Velásquez es ampliamente conocido por su trabajo en la empresa Ultimate Fighting Championship (UFC), donde compitió en la división de peso pesado y se convirtió en dos veces Campeón de peso pesado de UFC. En 2018, comenzó una carrera dentro de la lucha libre profesional, trabajando para las empresas Lucha Libre AAA Worldwide en México y WWE en Estados Unidos.

## Primeros años
Velásquez nació el 28 de julio de 1982 en Salinas, California, hijo de Efraín e Isabel Velásquez. Efraín emigró a los Estados Unidos de Sonora, México, y cuya historia inspira a su hijo, conoció y se casó con Isabel, nacida en Estados Unidos, lo que le permitió poseer la ciudadanía de EE. UU.

## Carrera en artes marciales mixtas
Caín comenzó su carrera de artista marcial mixto después de la universidad, uniéndose a la American Kickboxing Academy. Velásquez es cinturón negro en Jiu-Jitsu Guerrilla bajo Dave Camarillo, cinturón negro en Jiu-Jitsu Brasileño bajo Leandro Viera y luchador de la División I de NCAA.

### Ultimate Fighting Championship
En su debut en UFC, Velásquez se enfrentó a Brad Morris el 19 de abril de 2008 en UFC 83. Velásquez ganó la pelea por nocaut técnico en la primera ronda.
El 19 de julio de 2008, Velásquez se enfrentó a Jake O'Brien en UFC Fight Night 14. Velásquez ganó la pelea por nocaut técnico en la primera ronda.
Velásquez se enfrentó a Denis Stojnić el 7 de febrero de 2009 en UFC Fight Night 17. Velásquez ganó la pelea por nocaut técnico en la segunda ronda, ganando así el premio al KO de la Noche.
Velásquez se enfrentó a Cheick Kongo el 13 de junio de 2009 en UFC 99. Velásquez ganó la pelea por decisión unánime.
El 24 de octubre de 2009, Velásquez se enfrentó a Ben Rothwell en UFC 104. Velásquez ganó la pelea por nocaut técnico en la segunda ronda.
Velásquez se enfrentó al ex Campeón Interino de Peso Pesado de UFC y Campeón de Peso Pesado de PRIDE Antônio Rodrigo Nogueira el 21 de febrero de 2010 en UFC 110. Velásquez ganó la pelea por nocaut en la primera ronda, ganando así el premio al KO de la Noche y la oportunidad por el campeonato.
El 26 de mayo de 2012, Velásquez se enfrentó a Antônio Silva en UFC 146. Velásquez ganó la pelea por nocaut técnico en la primera ronda.

### Campeonato de Peso Pesado de UFC
Velásquez se enfrentó a Brock Lesnar el 23 de octubre de 2010 en UFC 121. Velásquez ganó la pelea por nocaut técnico en la primera ronda, ganando así el Campeonato de Peso Pesado de UFC y el premio al KO de la Noche.
El 12 de noviembre de 2011, Velásquez se enfrentó a Júnior dos Santos en UFC on Fox 1. Velásquez sufrió su primera derrota por nocaut al minuto y cuatro segundos de la primera ronda perdiendo así el campeonato.
Velásquez se enfrentó por segunda vez a Júnior dos Santos el 29 de diciembre de 2012 en UFC 155. Velásquez ganó la pelea por decisión unánime, recuperando de esta manera el campeonato.
El 25 de mayo de 2013, Velásquez se enfrentó por segunda vez a Antônio Silva en UFC 160. Velásquez ganó la pelea por nocaut técnico en la primera ronda, reteniendo así el campeonato.
Velásquez se enfrentó por tercera vez a Júnior dos Santos el 19 de octubre de 2013 en UFC 166. Velásquez defendió el título por segunda vez derrotando a Dos Santos en la quinta ronda por nocaut técnico.
El 13 de junio de 2015, Velásquez se enfrentó a Fabrício Werdum por la unificación del campeonato en UFC 188. Velásquez perdió la pelea por sumisión en la tercera ronda, perdiendo así el título.

### Post título
Se esperaba una revancha con Werdum el 6 de febrero de 2016 en UFC Fight Night 82 hasta que ambos peleadores se retiraron debido a lesiones.
Velásquez se enfrentó a Travis Browne el 9 de julio de 2016 en UFC 200. Ganó la pelea por TKO en los segundos finales de la primera ronda.
La revancha contra Werdum fue reprogramada y se espera que tenga lugar el 30 de diciembre de 2016 en UFC 207. Sin embargo, la Comisión Atlética del Estado de Nevada no aprobó a Velásquez para pelear, determinando después de exámenes físicos y entrevistas que no era apto para competir debido a espolones óseos en la espalda.
Como primera pelea de su nuevo contrato de cuatro peleas, Velázquez lideró el evento inaugural de UFC en ESPN, UFC on ESPN 1 contra Francis Ngannou el 17 de febrero de 2019. Perdió la pelea por KO en el primer asalto.

## Carrera en lucha libre profesional
El 19 de julio de 2018 WWE anunció que Velásquez estaba entrenando en el WWE Performance Center con Norman Smily. 

### Lucha Libre AAA Worldwide (2019)
El 26 de marzo Velásquez fue invitado a una conferencia de Triplemanía XXVII donde más tarde Psycho Clown, Pentagón Jr. y El Texano Jr. aparecieron para confrontar a Velásquez.
En la conferencia de prensa de AAA previo a Triplemanía XXVII se reveló el encuentro en donde estaría involucrado Velásquez que sería un 3 vs 3 acompañado de Psycho Clown y Cody Rhodes enfrentando a El Texano Jr. y Taurus quienes serían acompañados por Killer Kross. El debut de Velásquez se llevó a cabo el 3 de agosto quien sorprendió a muchos fanáticos, ya que se puso una máscara de luchador durante todo la lucha y mostró muchos movimientos atléticos, como el uso de un huracán. Velásquez obtuvo la victoria de su equipo al enviar a Texano, Jr. con un candado de Kimura. El debut en el ring de Velásquez recibió críticas positivas de Dave Meltzer y muchos otros periodistas profesionales de lucha libre, así como otros luchadores profesionales y el compañero de equipo de la Academia Americana de Kickboxing Daniel Cormier.

### WWE (2019-2020)
El 4 de octubre, Velásquez hace su debut en la empresa estadounidense WWE en Friday Night SmackDown acompañado con Rey Mysterio como face encarando al recién Campeón de WWE Brock Lesnar. Tras una intensa rivalidad en la que se atacaron mutuamente, Velásquez reto a Lesnar por el WWE Championship en el evento WWE Crown Jewel del 31 de octubre, en donde salió derrotado al rendirse por un Kimura lock. Tras la lucha, Lesnar siguió atacando a Velásquez con una silla, siendo este último salvado por Rey Mysterio
El 28 de abril de 2020, Velásquez fue liberado de su contrato con la WWE debido a los recortes presupuestarios resultantes de la pandemia de coronavirus 2019-20.

### Regreso a AAA (2021-2022)
El 9 de octubre, se anunció que Velásquez regresaría a AAA el 4 de diciembre. El 18 de octubre, se anunció que Velásquez haría equipo con Psycho Clown y Pagano para enfrentar a Los Mercenarios (Rey Escorpión y Taurus) y un socio misterioso en Triplemanía Regia II.

## Estilo de lucha
Velásquez utiliza su gran alcance y sus extremadas combinaciones veloces de puñetazos: suele comenzar con un jab, sigue con una dura derecha recta, y luego añade ganchos y uppercuts según la pelea avanza, su punto fuerte es el clinch, donde él lanza combinaciones largas, que por lo general terminan en un derribo. Sus patadas son también algunas de las más pesadas en su división.
Si Velásquez golpea a su oponente en el suelo durante una pelea, usa sus habilidades de grappling para mantener una posición dominante, mientras que él sigue golpeando desde arriba. Generalmente no intenta utilizar ahogamientos o candados; de hecho, a pesar de un fondo inicial en la lucha libre, Velásquez no ha vencido por la vía de la sumisión a ninguno de sus rivales en la UFC. Todas las victorias de Velázquez o bien han venido golpeando a puñetazos, o por decisión.
Velásquez también ha sido elogiado por su constante entrenamiento cardiovascular. Él tiene una tremenda resistencia, lo que le permite seguir luchando agresivamente después de que sus oponentes se han agotado.

## Vida personal
Velásquez habla inglés y español. Velásquez y su esposa, Michelle, tuvieron una hija el 6 de mayo de 2009. La pareja se casó el 28 de mayo de 2011.

### Problemas legales
En la madrugada del 1 de marzo del 2022, tuvo un altercado en un supuesto tiroteo en Morgan Hill, California, Estados Unidos en el cual resultó una persona herida de arma. El luchador persiguió y disparó a un coche en el que viajaba Harry Goularte, acusado de abusar en una guardería de su hijo, pero hirió al acompañante que pudo ser atendido por los servicios de emergencia, por una herida de bala procedente del arma de Velasquez, pero sin riesgo para su vida. Por este motivo, fue arrestado y permanecía en libertad con cargos, bajo pago de fianza a la espera de juicio, hasta marzo de 2025, cuando fue setenciado a cinco años de carcel, aunque con la posibilidad de salir dentro de dos o tres, descontando el tiempo bajo arresto domiciliario. 

## Campeonatos y logros
| - Ultimate Fighting Championship - Campeón de Peso Pesado de UFC (Dos veces) - KO de la Noche (Tres veces) - - Empatado (con Andrei Arlovski) en mayor número de KO/TKO en la división de Peso Pesado (9) - Primer peleador en la historia de UFC en obtener tres dígitos en golpes significativos y en conseguir dos dígitos en número de derribos en una sola pelea. (111 golpes significativos y 11 derribos) - Inside MMA - Premio Bazzie al Peleador del Año (2010) - MMAFighting.com - Peleador del Año (2010) - MMAjunkie.com - Peleador del Año (2010) - Sherdog - Peleador del Año (2010) - Equipo más violento del Año (2010) - Equipo más violento del Año (2012) - Equipo más violento del Año (2013) - MMA Live - Peleador del Año (2010) | - National Collegiate Athletic Association - NCAA División I All-American (2005, 2006) - Pacific-10 Conference Campeón (2005, 2006) - Pacific-10 Conference Luchador del Año (2005) - NCAA División I 285 lb - quinto en Arizona State University (2005) - NCAA División I 285 lb - cuarto en Arizona State University (2006) - National Junior College Athletic Association - NJCAA Campeón colegial júnior (2002) - NJCAA All-American (2002) - USA Wrestling - FILA Ganador por equipos júnior de trial estilo libre (2002) - ASICS Tigre de la escuela All-American (2001) - Campeonato Regional Júnior Oeste de Estilo Libre (2001) - Campeonato Regional Júnior Occidente de Greco-Romano (2001) - Arizona Interscholastic Association - Campeonato del Estado de la escuela AIA División I (2000, 2001) - Campeonato 5a Conferencia AFP (1998, 1999, 2000, 2001) |

## Registro en artes marciales mixtas
| Resultado | Récord | Oponente                 | Método                      | Evento                               | Fecha                   | Ronda | Tiempo | Localización            | Notas                                                     |
| --------- | ------ | ------------------------ | --------------------------- | ------------------------------------ | ----------------------- | ----- | ------ | ----------------------- | --------------------------------------------------------- |
| Derrota   | 14–3   | Francis Ngannou          | KO (golpes)                 | UFC on ESPN: Ngannou vs. Velasquez   | 17 de febrero de 2019   | 1     | 0:26   | Phoenix, Arizona        |                                                           |
| Victoria  | 14–2   | Travis Browne            | TKO (golpes)                | UFC 200                              | 9 de julio de 2016      | 1     | 4:57   | Las Vegas, Nevada       |                                                           |
| Derrota   | 13–2   | Fabrício Werdum          | Sumisión (guillotine choke) | UFC 188                              | 13 de junio de 2015     | 3     | 2:13   | Ciudad de México        | Perdió el Campeonato de Peso Pesado de UFC.               |
| Victoria  | 13–1   | Júnior dos Santos        | TKO (slam y golpe)          | UFC 166                              | 19 de octubre de 2013   | 5     | 3:09   | Houston, Texas          | Defendió el Campeonato de Peso Pesado de UFC.             |
| Victoria  | 12–1   | Antônio Silva            | TKO (golpes)                | UFC 160                              | 25 de mayo de 2013      | 1     | 1:21   | Las Vegas, Nevada       | Defendió el Campeonato de Peso Pesado de UFC.             |
| Victoria  | 11–1   | Júnior dos Santos        | Decisión (unánime)          | UFC 155                              | 29 de diciembre de 2012 | 5     | 5:00   | Las Vegas, Nevada       | Ganó el Campeonato de Peso Pesado de UFC.                 |
| Victoria  | 10–1   | Antônio Silva            | TKO (golpes)                | UFC 146                              | 26 de mayo de 2012      | 1     | 3:36   | Las Vegas, Nevada       |                                                           |
| Derrota   | 9–1    | Júnior dos Santos        | KO (golpes)                 | UFC on Fox: Velasquez vs. dos Santos | 12 de noviembre de 2011 | 1     | 1:04   | Anaheim, California     | Perdió el Campeonato de Peso Pesado de UFC.               |
| Victoria  | 9–0    | Brock Lesnar             | TKO (golpes)                | UFC 121                              | 23 de octubre de 2010   | 1     | 4:12   | Anaheim, California     | Ganó el Campeonato de Peso Pesado de UFC; KO de la Noche. |
| Victoria  | 8–0    | Antônio Rodrigo Nogueira | KO (golpes)                 | UFC 110                              | 21 de febrero de 2010   | 1     | 2:20   | Sídney                  | Eliminatoria por el título; KO de la Noche.               |
| Victoria  | 7–0    | Ben Rothwell             | TKO (golpes)                | UFC 104                              | 24 de octubre de 2009   | 2     | 0:58   | Los Ángeles, California |                                                           |
| Victoria  | 6–0    | Cheick Kongo             | Decisión (unánime)          | UFC 99                               | 13 de junio de 2009     | 3     | 5:00   | Colonia                 |                                                           |
| Victoria  | 5–0    | Denis Stojnić            | TKO (golpes)                | UFC Fight Night: Lauzon vs. Stephens | 7 de febrero de 2009    | 2     | 2:34   | Tampa, Florida          | KO de la Noche.                                           |
| Victoria  | 4–0    | Jake O'Brien             | TKO (golpes)                | UFC Fight Night: Silva vs. Irvin     | 19 de julio de 2008     | 1     | 2:02   | Las Vegas, Nevada       |                                                           |
| Victoria  | 3–0    | Brad Morris              | TKO (golpes)                | UFC 83                               | 19 de abril de 2008     | 1     | 2:10   | Montreal                | UFC Debut.                                                |
| Victoria  | 2–0    | Jeremiah Constant        | TKO (golpes)                | BodogFIGHT                           | 16 de diciembre de 2006 | 1     | 4:00   | San Petersburgo         |                                                           |
| Victoria  | 1–0    | Jesse Fujarczyk          | TKO (golpes)                | Strikeforce: Tank vs. Buentello      | 7 de octubre de 2006    | 1     | 1:58   | Fresno, California      |                                                           |